# Phyllida Law
Phyllida Ann Law, född 8 maj 1932 i Glasgow i Skottland, är en brittisk skådespelare.
Law var gift med skådespelaren Eric Thompson från 1957 fram till hans död 1982 och tillsammans fick de döttrarna Sophie och Emma Thompson som båda är skådespelare. Hon har flera gånger spelat mot sina döttrar, bland annat i filmerna Peter's Friends (1992) och Emma (1996).
Phyllida Law har en lång karriär på brittiska teaterscener där hon spelat roller i allt från klassiker som Muntra fruarna i Windsor till musikalkomedier som La Cage Aux Folles till samtida pjäser som Noises Off. Hon filmdebuterade 1968 i en liten roll i Otley men medverkade sällan i filmer innan 90-talet. Filmkarriären tog fart när hennes dåvarande svärson Kenneth Branagh gav henne en roll i filmen Peter's Friends 1992 och hans filmatisering av Mycket väsen för ingenting (1993).

## Filmografi i urval
- 1991 – Huset Eliott (TV-serie)
- 1992 – Peter's Friends
- 1993 – Mycket väsen för ingenting
- 1994 – Innan regnet faller
- 1996 – Emma
- 1997 – Vintergästen
- 1997 – Anna Karenina
- 1998 – I Want You
- 1999 – Morden i Midsomer (avsnitt Blodshämnd)
- 1999 – Morsa på rymmen
- 2000 – Saving Grace
- 2002 – The Time Machine
- 2005 – A Little Trip to Heaven
- 2006 – Day of Wrath
- 2006 – Miss Potter
- 2007 – Jane Austens ånger
- 2007–2009 – Kingdom (TV-serie)
- 2012 – Albert Nobbs
- 2014 – A Little Chaos
- 2020 – Then Came You